# Von Motz
Von Motz (ook: Pelgrom von Motz) was een van oorsprong Duitse familie die vooral militairen voortbracht.

## Geschiedenis
De stamreeks begint met Franz Christoph Moz, die in 1699 in leen ontvangt het goed Biberberg bij Wallenhausen. Diens zoon Carl Wilhelm Christoph Joseph (de) Motz (†1743) was geheimraad en kanselier van de vorst van Hohenzollenr-Sigmaeringen en werd in 1708 beleend met de helft van Biberberg. Een broer van hem, Elius Maximilianus Eugenius Ignafius von Motz, was eerste luitenant in een infanterieregiment van generaal von Fürstenberg. Een zoon van de laatste, Johannes Eucharius Maximilianus Josefus von Motz (1714-na 1792), trad in Statendienst, werd kapitein en de stamvader van de Nederlandse tak.
Na het overlijden van pastoor Carel Hendrik Pelgrom (1815-1871) vermaakt deze het huis Enghuizen (Zevenaar) aan zijn neef mr. Willem Reinout Karel Lodewijk Maria von Motz, die conform de bepalingen van het testament de naam Pelgrom aan de zijne moet toevoegen en die sinds 1875 de familienaam Pelgrom von Motz aanneemt.

## Enkele telgen

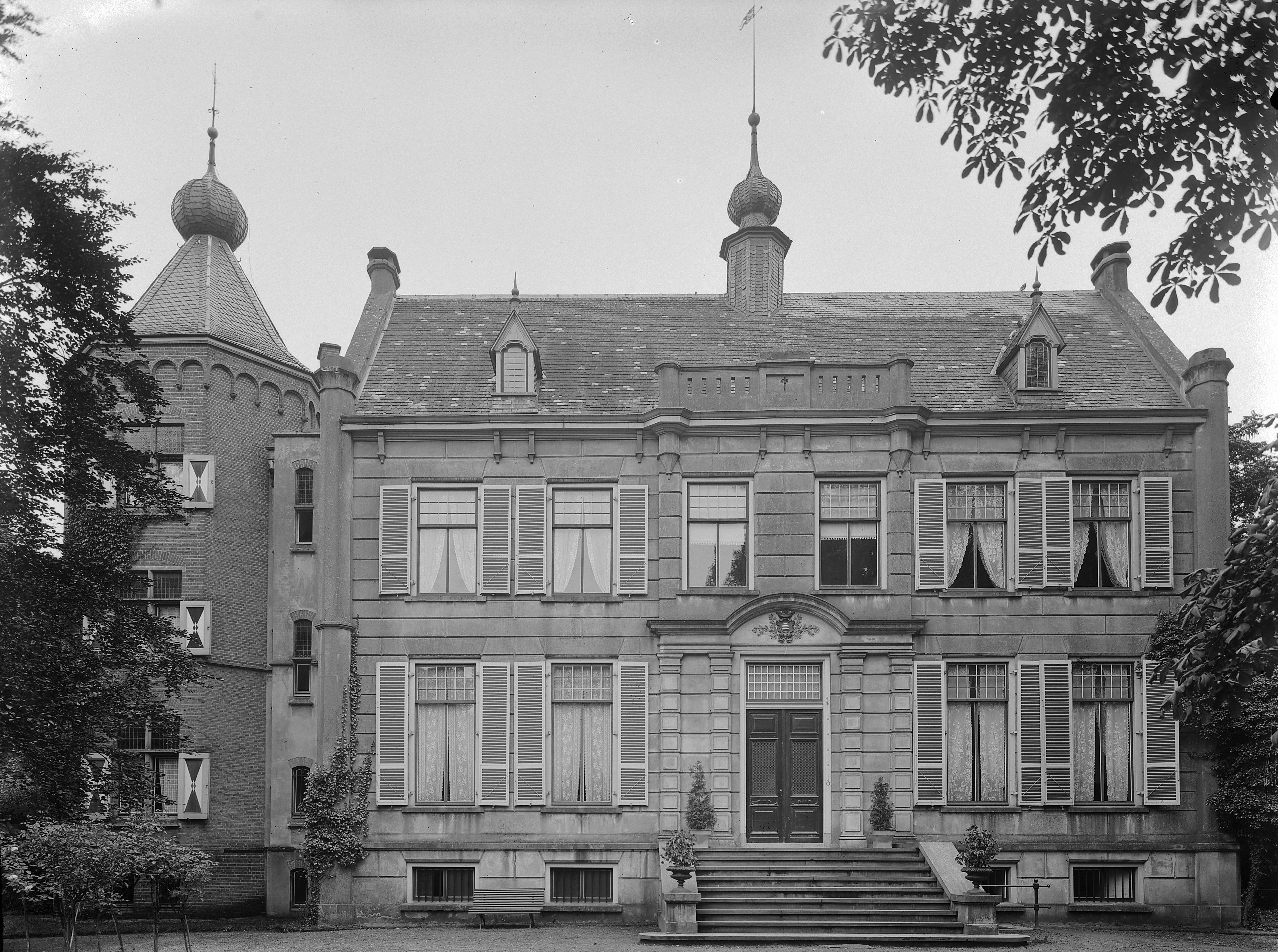
Vooraanzicht van Enghuizen (Zevenaar)

Johannes Eucharius Maximilianus Josefus von Motz (1714-na 1792), kapitein in Statendienst
- Franciscus Marimilianus Arnoldus von Motz (1758-1847), luitenant-kolonel
- Ludovicus Hubertus Balthasar von Motz (1760-1836), luitenant-kolonel; trouwde in 1802 met Theresia Jacoba Boelhouwer (1775-1844)
  - Joannes Baptista Eucharius von Motz (1803-1881), generaal-majoor
    - Albert Johannes Gustaaf Willem van Motz (1842-1871), 1e luitenant

  - Ludovicus Johannes Simon von Motz (1808-1885), kolonel
    - Mr. Willem Reinaud Karel Lodewijk Maria Pelgrom von Motz, heer van Enghuizen (Zevenaar) (1853-1913). Naamswijziging naar Pelgrom von Motz bij Koninklijk Besluit 7 mei 1874, nr 12.
      - Henriette Augusta Elisabeth Pelgrom von Motz (1886-1949); trouwde in 1912 met Alfred Carl Emil August Maria von Martels (1884-1972), econoom, bewoners van huis Hessum in Dalfsen
      - Louise Renée Maria Pelgrom von Motz (1888-1984); trouwde in 1909 met jhr. Hubert Louis Marie van Nispen van Sevenaer (1879-1958), burgemeester
        - Jhr. Hubert René Reinoud Louis van Nispen van Sevenaer, heer van Sevenaer (1919), bewoner van huis Sevenaer

      - Elna Theresia Wilhelmina Maria Pelgrom von Motz (1889-1982); trouwde in 1913 met jhr. Rodolphe Emile Frans Jules Testa (1883-1969), viceconsul te Tanger
      - lrène Maria Pelgrom von Motz (1892-1978); trouwde in 1920 met jhr. Pieter Joseph Olivier van der Does de Wìllebois (1889-1972), verzekeraar
      - Augusta Adolphina Ursula Pelgrom von Motz (1898); trouwde in 1927 Gisle Johnson, vice-consul van Noorwegen

### Relatie met de familie Pelgrom
Johannes Wernerus Pelgrom trouwde met Johanna Boelhouwer
- Joannes Baptista Pelgrom, heer van Enghuizen (1790-1863), arts
  - Carel Hendrik Pelgrom, heer van Enghuizen  (1815-1871), pastoor, oprichter Pelgromstichting, vermaakte Enghuizen aan zijn neef mr. Willem Reinout Karel Lodewijk Maria von Motz (1853-1913), kleinzoon van Theresia Jacoba Boelhouwer (1775-1844)

Geslachten die opgenomen zijn in het sinds 1910 verschijnende genealogische naslagwerk Nederland's Patriciaat. Lijst volgens opgave van het CBG Centrum voor familiegeschiedenis.
A · B · C · D · E · F · G · H · I · J · K · L · M · N · O · P · Q · R · S · T · U · V · W · Y · Z